# Monmouth
Monmouth (velški: Trefynwy - "grad na Monnowu") je grad i sjedište tradicionalne grofovije u jugoistočnom Walesu. Smješten je na ušću rijeke Monnow u rijeku Wye, i nalazi se 3,2 km od granice s Engleskom. Grad je smješten 58 km sjeveroistočno od Cardiffa i 24 km zapadno od Londona. Prema popisu iz 2001., ima 8,877 stanovnika.
U rimsko je doba tu bila mala utvrda, Blestium, a grad se utvrdio nakon što su Normani iza 1067 izgradili dvorac. Srednjovjekovni most s kamenim dverima jedini je preostali te vrste u Britaniji. Dvorac je kasnije postao posjed Kuće Lancaster, i rodno je mjesto engleskoga kralja Henrika V. Sjedištem grofovije Monmouthshire postao je 1536.
Monmouth je kasnije postao turističkim središtem, u srcu doline rijeke Wye, te sajamski grad. Danas je trgovačko i uslužno središte, i središnje mjesto obrazovnih i kulturnih aktivnosti za pripadajuće ruralno područje.

## Povijest
Iskapanja provedena u na području Ulice Monnow otkrila su obilje informacija o ranoj povijesti grada, te je Vijeće za britansku arheologiju uvrstilo Monmouth među deset arheološki najznačajnijih gradova u Britaniji.

### Rimsko razdoblje
Prvo poznato naselje u Monmouthu bila je mala rimska utvrda Blestium, jedna u mreži vojnih baza uspostavljenih na granicama rimske uprave. Bila je povezana cestom s većim rimskim gradovima - Glevum (Gloucester) i Isca Augusta (Caerleon). Arheolozi su u današnjem središtu grada pronašli rimsku keramiku i kovanice. Tijekom kasnijeg rimskog razdoblja, između II. i IV. stoljeća, čini se da je bio središtem prerade željeza.

### Srednji vijek
Nakon završetka rimske vlasti u Britaniji, ovo je područje bilo na južnom rubu velškoga kraljevstva Ergyng. Jedini dokaz daljnjega naselja u Monmouth je zapis o crkvi iz VII. stoljeća, na nepoznatoj lokaciji u gradu, posvećenoj velškom svecu Cadocu. Područje je 1056. opustošio velški princ Gruffydd ap Llywelyn, idući s vojskom Velšana, Saksonaca i Danaca poraziti Ralpha, grofa od Hereforda.
Nakon normanskoga osvajanja Engleske 1066., grofovija Hereford dana je Williamu fitzOsbernu iz Normandije, jednom od najbližih saveznika Williama Osvajača, koji je bio zadužen braniti područje od Velšana. Izgrađen je novi dvorac u Monmouthu s dominirajućim pogledom na okolno poručje na sigurnom obrambenom mjestu i s kontrolom nad prijelazima preko obiju rijeka i područnim izvorima obradive zemlje, drva i minerala. Oko dvorca je izrastao grad, te je 1075. osnovan i benediktinski priorat, koji je vjerojatno jedno vrijeme bio sjedište Geoffreya od Monmoutha, redovnika rođenoga oko 1100., i najpoznatijega kao autora kronika Historia Regum Britanniae (Povijest britanskih kraljeva). Grad se spominje u Domesday Book.
Tijekom razdoblja nemira između pristaša kralja Henrika III. i baruna koji su tražili smanjenje njegovih ovlasti, grad je 1233. bio poprište bitke između kraljeve vojske i trupe Richarda Marshala, grofa od Pembrokea. Dvorac je kasnije proširio Henrikov sin Edmund, nakon što je 1267. postao grof od Lancastera. Oko 1300. izgrađene su gradske zidine i utvrđen most na Monnowu. Most stoji i danas, jedini takav utvrđeni most u Britaniji, i navodno jedan od samo tri slična prijelaza u Europi.
Kralj Edvard II. bio je kratko zatvoren u dvorcu u Monmouthu, nakon što su ga svrgnuli njegova žena Izabela od Francuske i njezin ljubavnik Roger Mortimer, grof of Marcha. Sredinom XIV. stoljeća dvorac i grad došli su u posjed kuće Lancaster, kroz ženidbu Johna od Gaunta s Blanche od Lancastera. John od Gaunta je utvrdio dvorac, koji je postao omiljena rezidencija Kuće Lancaster. Njegov unuk, rođen 1387. bio je poznat kao Henrik od Monmoutha sve do svoje krunidbe za kralja. Henrikova pobjeda u bitci kod Agincourta zabilježena je u imenu glavnoga gradskog trga - Agincourt trg, te njegovim kipom ispred Shire Halla.
Nakon XIV. stoljeća, grad je postao poznat po proizvodnji vunenih kapa koje nose ime po Monmouthu. Međutim, kao granični grad, daljnji je napredak bio usporen nakon što su obližnja područja došla pod napad pristaša Owaina Glyndŵra oko 1405., iako sam Monmouth nije bio napadnut.

### Nakon srednjovjekovlja
Zakonom Henrika VIII. iz 1536. ujedinjena je administracija Engleske i Walesa. Stvoren je novi okrug na području zapadno od Gloucestershirea i Herefordshirea, s Monmouthom kao sjedištem. Grad je istovremeno dobio predstavništvo u Engleskom Parlamentu, a priorat je raspušten. Poveljom kralja Jakova I. iz 1605., Monmouth dobiva status grada. Izgled grada na Speedovoj karti iz 1610. lako je prepoznatljiv i današnjim stanovnicima, s glavom osi jasno vidljivom iz dvorca prema glavnoj - Monnow ulici, te prema mostu. Monnow ulica je tipična trgovačka ulica, široka na sredini, a uža na krajevima, kako bi se spriječio bijeg stoke.
Školu u Monmouthu osnovao je William Jones, 1614. Tijekom Engleskog građanskog rata dvorac je tri puta mijenjao vlasnike, a Oliver Cromwell prošao je tuda tijekom pohoda na dvorce u Chepstowu i Pembrokeu, 1648. Dvorac je zanemaren nakon rata, ali grad je nastavio napredovati.
Do kraja XVIII. stoljeća, grad je postao popularno odredište, osobito za posjetitelje koji su išli na izlet brodom pitoresknom dolinom rijeke Wye. Pjesnici William Wordsworth, Samuel Coleridge, and Robert Southey, te slikar J. M. W. Turner, bili su među posjetiteljima.

### XIX. i XX. stoljeće
Grad je 1802. posjetio admiral Horatio Nelson, koji je znao važnost ovog šumovitog kraja za opskrbu Britanske mornarice drvetom. U njegovu je čast izgrađen Pomorski hram na obližnjem Kymin Hillu Prosvjednici John Frost, Zephaniah Williams i William Jones proglašeni su 1840. krivima za izdaju, nakon nereda u Newportu u kojima je stradalo 20 ljudi, te su osuđeni da budu obješeni, razvučeni i raščetvorni. Bilo je to posljednje izricanje takve kazne u Britaniji. Presuda je kasnije ublažena na deportaciju u Tasmaniju.
Između 1857. i 1883. izgrađene su četiri željezničke pruge koje su išle kroz Monmouth, i sve četiri su zatvorene između 1917. i 1964. Krajem XIX. i početkom XX. stoljeća grad je bio blisko povezan s obitelju Rolls. Charles Rolls sklpio je 1904. ugovor o proizvodnji automobila s Henryjem Royceom, ali je 1910. poginuo u zrakoplovnoj nesreći, te mu je podignut spomenik na Agincourt trgu. U crkvi sv. Marije je spomen-obilježje stradalima na brodu HMS Monmouth, kojeg su 1. studenoga 1914. potopile njemačke krstarice kod čileanske obale, u bitci kod Coronela. Sedam brodova Kraljevske mornarice nosilo je ime po Monmouthu, uključujući i fregatu Tipa 23 iz 1991., koja je još operativna.
Monmouth je tijekom XX. stoljeća bio uglavno miran gradić; putnička željeznica prestala je 1959., ali su cestove veze značajno poboljšane s novom A40 obilaznicom iz 1966., te kasnijim povezivanje grada na sustav autocesta. Poboljšane komunikacije doprinijele su razvoju grada, čija su se predgrađa proširila preko rijeka Wye i Monnow, premo jugoistoku, zapadu i sjeveru staroga gradskog središta.

## Gospodarstvo
Monmouth se razvio prvenstveno kao sajamski grad, i poljoprivredno središte, negoli kao industrijski centar. Prerada vune bila je značajna u njegovu ranom razvoju, i grad je bio središte proizvodnje vrlo popularnih kapa koje nose ime po njemu, još od XV. stoljeća Povijesno, Monmouth se bavio preradom željeza i pokositrenog lima, zajedno s tvornicom papira i žitarica. Grad je bio važna riječna luka, sa skladištima i pristaništima uz rijeku Wye, koja su kasnije uklonjena zbog gradnje obilaznice A40. Monmouth je danas u prvom redu središte uslužnih djelatnosti i turizma.

## Demografija
Prema popisu iz 2001., Monmouth ima 8.877 stanovnika. Od tog broja, 1,760 (19.8%) imaju 15 ili manje godina; 1,227 (13.8%) između 16 i 29 godina; 1,687 (21.1%) između 30 i 44; 1,849 (20.8%) između 45 i 45; 1,386 (15.6%) između 60 i 74; te 968 (10.9%) imju 75 ili više godina. Ukupan broj stanovništva porastao je s 5,504 iz 1961. na 8,877 u 2001., što je porast od 61% tijekom 40 godina

## Religija
Prema popisu iz 2001., 74.2% stanovnika izjasnili su se kao kršćani, a 16.7% ne pripada nijednoj religiji. Manjinske vjerske zajednice su muslimani (0.2%), sikhi (0.2%) i budisti (0.2%).
Crkva sv. Marije prva je katolička crkva u Walesu izgrađena nakon reformacije. Njezina izgradnja uslijedila je nakon ukidanja zakona protiv katolika 1778.

## Monmouthpedia
Monmouthopedia je projekt na Wikipediji koji ima za cilj donijeti informacije o cijelom gradu, putem članaka o zanimljivim i važnim odlikama i aspektima grada. Projekt koristi QR kod, putem kojega korisnici preuzimaju članke na raznim jezicima. Projekt je započeo krajm 2011., i početni je cilj bio napisati tisuću članaka do travnja 2012., te postaviti pločicu s QR kodom za svaki od njih.

## Vanjske poveznice
- The Monmouth Website
- Gradsko vijeće Monmoutha
- Vodič po gradu[neaktivna poveznica]
- Stare fotografije Monmoutha  Arhivirana inačica izvorne stranice od 10. travnja 2008. (Wayback Machine)
- Stare fotografije i informacije o željezničkoj povijesti
- Monmouthshire Beacon novine  Arhivirana inačica izvorne stranice od 27. ožujka 2010. (Wayback Machine)